# Aster sampsonii
Aster sampsonii là một loài thực vật có hoa trong họ Cúc. Loài này được (Hance) Hemsl. mô tả khoa học đầu tiên năm 1888.